# Thomas Häcker
Thomas H. Häcker (* 1. Februar 1962 in Crailsheim) ist ein deutscher Pädagoge.

## Leben
Nach dem Abitur 1981 in Crailsheim studierte Thomas Häcker von 1983 bis 1987 für das Lehramt an Grund- und Hauptschulen die Fächer Geschichte, Deutsch, Sport, Philosophie an der PH Schwäbisch Gmünd. 1987 legte er das Staatsexamen für das Lehramt an Grund- und Hauptschulen ab.
Von 1988 bis 1991 schloss er ein Aufbaustudium in Erziehungswissenschaft an der PH Heidelberg an, das er als Diplom-Pädagoge 1991 abschloss. Im gleichen Jahr wurde Häcker zum Dr. phil. an der Universität Kaiserslautern promoviert. Das Referendariat, also der Vorbereitungsdienst für das Lehramt an Grund- und Hauptschulen, absolvierte Häcker danach in Mannheim.
Auf eine Zeit als Lehrer an der Kurpfalzschule, einer Grund- und Hauptschule mit Werkrealschule in Dossenheim von 1993 bis 1995, folgte eine Tätigkeit als wissenschaftlicher Mitarbeiter am Institut für Weiterbildung (IfW) der PH Heidelberg von 1995 bis 1999. Von 1999 bis 2000 war er Lehrer und Konrektor an der Waldparkschule Heidelberg, einer damaligen Grund- und Hauptschule mit Werkrealschule. In den Jahren 2000 bis 2004 war Häcker wiederum als Wissenschaftlicher Mitarbeiter in dem Teilprojekt „Qualität des Lernens fördern, Schulkultur und Lernumgebungen entwickeln“ des Bund-Länder-Kommission (BLK)-Modellversuchsprogrammes „Lebenslanges Lernen“ tätig.
Von 2004 bis 2005 war wissenschaftlicher Mitarbeiter am Institut für Erziehungswissenschaft Abteilung Schulpädagogik, PH Heidelberg. 2005 habilitierte sich Häcker an der Ruprecht-Karls-Universität Heidelberg und wurde Privatdozent an der PH.
Von 2005 bis 2008 war Häcker Professor für Bildungs- und Sozialwissenschaften an der PH Zentralschweiz, Hochschule Luzern, und dort von 2006 bis 2008  Leiter des Instituts für Pädagogische Professionalität und Schulkultur (IPS).
Seit März 2008 ist er Professor für Erziehungswissenschaft unter besonderer Berücksichtigung der Schulpädagogik und empirischen Bildungsforschung an der Universität Rostock. Ferner ist er derzeit kommissarischer Direktor des Zentrums für Lehrerbildung und Bildungsforschung (ZLB).

## Schwerpunkte
Häckers Schwerpunkte sind die Schulpädagogik, Allgemeine Didaktik, Bildungsforschung, Unterrichtsentwicklung sowie die Lehr-Lernforschung. Aktuelle Arbeitsschwerpunkte sind derzeit Portfolioarbeit in Schule und Lehrerbildung, alternative Leistungsbeurteilung, Hochschuldidaktik sowie Lehrerbildungsforschung. Im Rahmen des letzteren arbeitet er seit längerem am internationalen Projekt „Career Counselling for Teachers“ (CCT) mit. Dabei handelt es sich um eine Laufbahnberatung für Lehrer sowie Lehramtsstudenten, mit deren Hilfe sowohl die Eignung genauer festgestellt als auch Hilfen für die konkrete Tätigkeit als Lehrer gegeben werden sollen.

## Mitgliedschaften
- Schweizerische Gesellschaft für Bildungsforschung (SGBF), seit 2007
- Schweizerische Gesellschaft für Lehrerinnen- und Lehrerbildung (SGL), seit 2006
- Deutscher Hochschulverband (DHV), seit 2005
- Deutsche Gesellschaft für Erziehungswissenschaft (DGfE); in den Kommissionen „Schulforschung und Didaktik“ sowie „Professionsforschung und Lehrerbildung“ in der Sektion Schulpädagogik, seit 2001

## Veröffentlichungen (Auswahl)
- Widerstände in Lehr-Lern-Prozessen. Eine explorative Studie zur pädagogischen Weiterbildung von Lehrkräften, Frankfurt am Main/Berlin/Bern/Brüssel/New York/Wien 1999, Verlag Peter LangISBN 3-631-35583-1
- Portfolio. Ein Entwicklungsinstrument für selbstbestimmtes Lernen. Eine explorative Studie zur Arbeit mit Portfolios in der Sekundarstufe, Baltmannsweiler 2007, Schneider-Verlag Hohengehren, ISBN 978-3-8340-0255-6